# Porto Nacional (tiểu vùng)
Porto Nacional là một tiểu vùng thuộc bang Tocantins, Brasil. Tiều vùng này có diện tích 21198 km², dân số năm 2007 là 217778 người.